# Suttung (Mythologie)

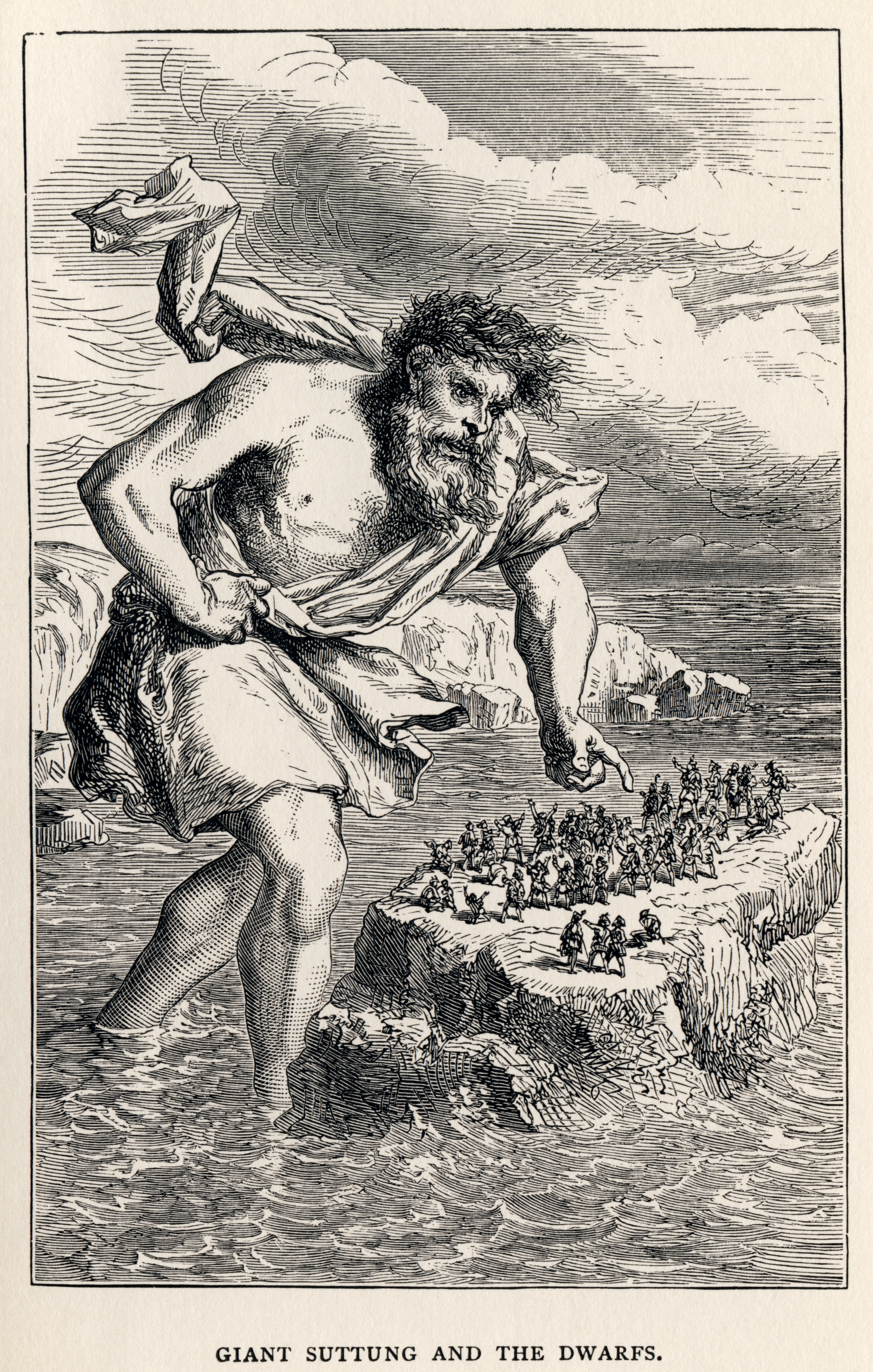
Giant Suttung and the dwarfs von Louis Huard. Suttung setzt die Zwerge auf einer Klippe aus, bis sie ihm den Kessel mit dem Skaldenmet ausliefern.

Suttung (altnordisch Suttungr, Etymologie unklar) ist ein Reifriese, dem Odin den Dichtermet geraubt haben soll.
In der altnordischen Mythologie ist er der Bruder des Baugi, Sohn des Gilling und Vater der Gunnlöd. Er besaß den Met Odrörir, bevor Odin ihn stahl.

## Ursprung
Suttung soll den Met bewacht haben, dessen er sich zuvor von den Zwergenbrüdern Fjalar und Galar ermächtigte. Der Met bestand aus Honig und dem Blut des weisen Kvasir, den die beiden Zwerge zuvor töteten. Beides vermischten die Zwerge, um die Zauberkraft des Kvasir zu erlangen, der zudem Weisheit und Dichtkunst verleihen sollte.
Um sich Mitwisser zu entledigen, töteten die beiden Zwerge auch Gilling, den Vater Suttungs, woraufhin die Gattin des Gilling in lautes Wehklagen ausbrach. Die Zwerge wollten auch sie mundtot machen und erschlugen sie daraufhin mit einem Stein. Als Rache für diese Schandtaten setzte Suttung die Zwerge auf eine vom Meer überspülte Klippe aus, bis sie den Kessel mit dem Met zur Sühne an ihn aushändigten.
Suttung gab mit der Errungenschaft des Mets derart an, dass es auch den Göttern, insbesondere Odin, nicht verborgen blieb, welchen Schatz Suttung hütete.
Odin entschied sich dazu, in das Land der Reifriesen (Jötunheim) zu gehen und den Met an sich zu bringen. Dort traf er den Reifriesen Baugi und überredete ihn dazu, einen Tunnel in den Berg zu bohren, in dem der Met versteckt sein sollte. Odin verwandelte sich daraufhin in eine Schlange und kroch durch den Tunnel, bis er zum anderen Ende kam und sich dort in einen gutaussehenden einäugigen Riesen verwandelte. 
Drei Tage und Nächte war er dort der Liebhaber Gunnlöds, der Tochter Suttungs, und trank letztendlich von dem Met. Daraufhin verwandelte Odin sich in einen Adler und flog mit dem Met zurück nach Asgard. Suttung bemerkte dies und verwandelte sich ebenfalls in die Gestalt eines Adlers und verfolgte ihn. Odin schaffte es jedoch mit knappen Vorsprung, ihm zu entkommen.
Weiterhin wird der Met auch als „Dichtermet“ bezeichnet. Odin trank davon und wurde seitdem auch als „Gott der Dichter“ gesehen. Seitdem ist der Dichtermet in der Hand der Götter.